# First Peninsula
First Peninsula är en halvö i Kanada.   Den ligger i provinsen Nova Scotia, i den sydöstra delen av landet, 900 km öster om huvudstaden Ottawa.
I omgivningarna runt First Peninsula växer i huvudsak blandskog.